# Archelaphe bella
Archelaphe bella – gatunek węża z rodziny połozowatych (Colubridae), jedyny przedstawiciel monotypowego rodzaju Archelaphe. Występuje w południowych Chinach, Mjanmie, Wietnamie i północno-wschodnich Indiach, według niektórych źródeł także w Laosie.